# Prayers for Bobby
Prayers for Bobby is een televisiefilm uit 2009. Het is een verfilming van het boek Prayers for Bobby: A Mother's Coming to Terms with the Suicide of Her Gay Son van Leroy F. Aarons. Dat boek is gebaseerd op het waargebeurde verhaal van Bobby Griffith, een homoseksuele jongen die in 1984 zelfmoord pleegde omdat zijn strenggelovige moeder zijn geaardheid niet wou aanvaarden.
De film won in 2010 een GLAAD Media Award.

## Verhaal
Het verhaal speelt zich af begin jaren 80 in Oakland (Californië). Bobby Griffith (Ryan Kelley) groeit op in een diepgelovige christelijke familie. Hij worstelt al een tijdje met het idee dat hij misschien homo zou zijn. Zijn moeder Mary (Sigourney Weaver) is ervan overtuigd dat dat een grote zonde is. Uit angst voor zijn moeder beslist hij om het aan zijn broer Ed (Austin Nichols) te vertellen. Ed belooft om het niet verder te vertellen. Een paar dagen later vertelt Ed het toch aan zijn ouders. Terwijl hun vader Robert (Henry Czerny) en hun zussen Joy (Carly Schroeder) en Nancy (Shannon Eagen) zich erbij neerleggen blijft Mary geloven dat ze Bobby kan genezen. Ze zegt hem dat hij harder en vaker moet bidden, stuurt hem naar een psychiater en probeert hem te koppelen aan een meisje.
Bobby is wanhopig en gaat op bezoek bij zijn nicht in Portland (Oregon). Daar leert hij David kennen. Ze krijgen een relatie en Bobby vertelt zijn familie dat hij een vriend heeft. Mary is kwaad en maakt hem duidelijk dat ze hem niet accepteert. Ondanks de hulp van David blijft Bobby zich verdrietig voelen. Hij wordt depressief en is wanhopig op zoek naar de acceptie van zijn moeder. Hij ontmoet de ouders van David, die hun zoon wel steunen, en denkt terug aan zijn moeder. Als hij David ziet met een andere man is de maat vol voor hem. Diezelfde avond pleegt Bobby zelfmoord.
De hele familie is kapot van verdriet. Mary begint zichzelf vragen te stellen over homoseksualiteit. Ze begint zich af te vragen of ze de Bijbel verkeerd geïnterpreteerd heeft. Langzaamaan begint Mary toleranter te worden tegenover holebi's. Na een ontmoeting met een dominee die holebi's accepteert gaat ze naar een bijeenkomst voor ouders en vrienden van homoseksuele en lesbische jongeren.
Ze begint zich in te zetten voor de rechten van holebi's. Op de lokale gemeenteraad wordt er gestemd voor een lokale 'Gay day'. Mary neemt het woord en vraagt aan alle mensen om na te denken vooraleer ze homofobe uitspraken doen. Ze beseft dat God Bobby niet kon genezen omdat er helemaal niets mis was met hem. De gemeenteraad stemt echter tegen een lokale 'Gay day'.
Aan het einde van de film loopt het hele gezin mee in de Gay Pride-optocht van San Francisco. Samen met de andere ouders van holebi's loopt ze helemaal vooraan. Tijdens de Gay Pride ziet ze een jongen die naar hen kijkt. Mary ziet dat hij erg op Bobby lijkt en omhelst hem. Ze is er eindelijk in geslaagd om mensen te accepteren ongeacht hun geaardheid.

## Rolverdeling
- Sigourney Weaver als Mary Griffith
- Henry Czerny als Robert Griffith
- Ryan Kelley als Bobby Griffith
- Austin Nichols als Ed Griffith
- Dan Butler als dominee Whitsell
- Carly Schroeder als Joy Griffith
- Shannon Eagen als Nancy Griffith
- Scott Bailey als David
- Bryan Endress-Fox als Greg
- Rebecca Louise Miller als Jeanette
- Mary Griffith als zichzelf tijdens de Gay Pride